# إيليزا آن يومانز
إيليزا آن يومانز (بالإنجليزية: Eliza Ann Youmans)‏ هي عالمة نبات أمريكية، ولدت في 17 ديسمبر 1826، وتوفيت في 27 سبتمبر 1914.